# John Richards (Juicios de Salem)
John Richards (m. 2 de abril de 1694) era un agente militar colonial, empresario, político, y magistrado, más conocido por su participación en los Juicios de Salem de 1692.

## Vida
John Richards nació en Inglaterra, y viajó con sus padres en 1630 a América del Norte Como parte de la primera oleada importante de migración a la Colonia de la Bahía de Massachusetts. En 1644 Ricards se matriculó en la Antigua y Honorable Compañía de Artillería de Massachusetts, con la que seguiría involucrado durante el resto de su vida. Como residente de Dorchester, durante la mayor parte de su vida él operó un molino, y sirvió con frecuencia en la corte general de la colonia (como su asamblea era conocida).
La colonia no tenía un requisito de residencia, y usualmente representaba a comunidades como Hadley, que estaba lejos de Boston, donde se reunió la asamblea en 1679 y 1680, sin embargo, fue elegido para representar a Boston y fue elegido presidente en 1680. A partir de 1680-84, sirvió como uno de los ayudantes de la colonia, cuyo consejo sirvió como parte superior del cuerpo de la asamblea y como la corte más alta de la colonia.
En 1681 Richards fue nombrado junto con Joseph Dudley para representar a la colonia en Londres en un intento de abordar las preocupaciones reales sobre la administración de la colonia. El rey Carlos II de Inglaterra, tras su restauración, insistió en que la colonia exhibía una mayor tolerancia religiosa y se adhería más estrechamente a las Actas de Navegación. Richards y Dudley no tuvieron éxito en sus negociaciones porque el gobierno colonial les había negado específicamente la autoridad para aceptar cambios en la carta colonial. Richards opinó que el gobierno colonial debía aceptar las demandas de la corona y, en consecuencia, fue votado por el cargo en 1684. Ese año, la carta colonial fue revocada.
En 1686 se estableció el Dominio de Nueva Inglaterra, con Joseph Dudley como su primer gobernador, y Sir Edmund Andros como su segundo. Se desempeñó como juez bajo la breve administración de Dudley, pero aparentemente se opuso a la regla impopular de Andros, en la que no jugó ningún papel. El dominio fue abolido en 1689 cuando Andros y Dudley fueron arrestados como consecuencia de la Revolución Gloriosa. La antigua administración colonial fue restaurada, y Richards fue nuevamente asistente.

## Juicios de Salem
En 1692 Sir William Phips llegó a la colonia con la nueva carta de la Provincia de la Bahía de Massachusetts, y una comisión como gobernador. Phips creó un Tribunal Especial de Oyer and terminer, al que Richards fue nombrado. Este tribunal supervisó la condena y ejecución de diecinueve personas en los infames juicios de brujas de Salem.
Cuando el Tribunal Superior de la Judicatura se formó como el tribunal superior de la provincia, Richards también fue nombrado para ello. Esta corte dispuso de muchos más casos de brujería, absolviendo a muchos; sus convicciones relacionadas con la brujería en 1693 fueron desocupadas por el gobernador Phips.

## Muerte
Murió, según informes, de un ataque de apoplejía, en Boston el 2 de abril de 1694. Se había casado con Ann Winthrop, viuda y nuera del fundador John Winthrop; No tuvieron hijos.